# Mullingar
Mullingar (Iers: An Muileann gCearr) is een plaats in het Ierse graafschap County Westmeath. De plaats, hoofdstad van het graafschap, telt 8954 inwoners. De stad is zetel van het rooms-katholieke bisdom Meath.

## Vervoer
Mullingar ligt aan de spoorlijn Dublin - Sligo. In het verleden had het station tevens een verbinding met Athlone en Galway.

## Geboren
- Joe Dolan (1939-2007), zanger
- Josephine Hart (1942-2011), schrijfster en producer
- Michael O'Leary (1961), CEO Ryanair
- Martin Fagan (1983), langeafstandsloper
- Niall Horan (1993), zanger in de boyband One Direction